# Produktionsmedel
Produktionsmedel (tyska: Produktionsmittel) är i marxistisk ekonomikritik och vissa heterodoxa ekonomiska teorier en sammanfattande benämning på arbetsmedel (tyska: Arbeitsmittel) och arbetsföremål (tyska: Arbeitsgegenstand).  Arbetsmedlet är ett ting eller en samling av ting, som arbetaren placerar mellan sig själv och arbetsföremålet.  Ett arbetsmedel kan alltså vara allt från det mest primitiva redskapet till den allra mest avancerade maskinen. Arbetsföremålet kan vara ett fysiskt objekt, men även något immateriellt.
Tillsammans med det mänskliga arbetet utgör produktionsmedlen förutsättningarna för att produktion ska kunna ske. Detta gäller för all produktion, oavsett under vilka samhälleliga former den sker. Det som enligt Karl Marx karaktäriserar produktionen under det kapitalistiska produktionssättet är att produktionsmedlen befinner sig i händerna hos en klass, kapitalisterna eller bourgeoisin, under det att en annan klass, arbetarklassen eller proletariatet, enbart äger sin egen arbetskraft. Kapitalisterna köper arbetarnas arbetskraft och låter dem arbeta med produktionsmedlen. Arbetarna får lön för sin arbetskraft, men deras arbete är värt mer än lönen de erhåller. Mellanskillnaden tillfaller kapitalisterna.
Enligt den marxistiska teorin är produktionsmedlen nödvändiga för produktionen, men de är i strikt mening inte värdeskapande. Det är bara det mänskliga arbetet som skapar värde. I och med industrins utveckling blir produktionsmedlen allt dyrare i jämförelse med arbetskraften. Detta leder på sikt till minskade vinster. Det är detta som kallas profitkvotens fallande tendens. Det finns dock motverkande faktorer, och det rör sig således om en tendens, snarare än om en nödvändighet.
Det marxistiska begreppet produktionsmedel motsvaras delvis av termen produktionsfaktorer som används inom vissa andra ekonomiska skolbildningar.